# مسکن مهر

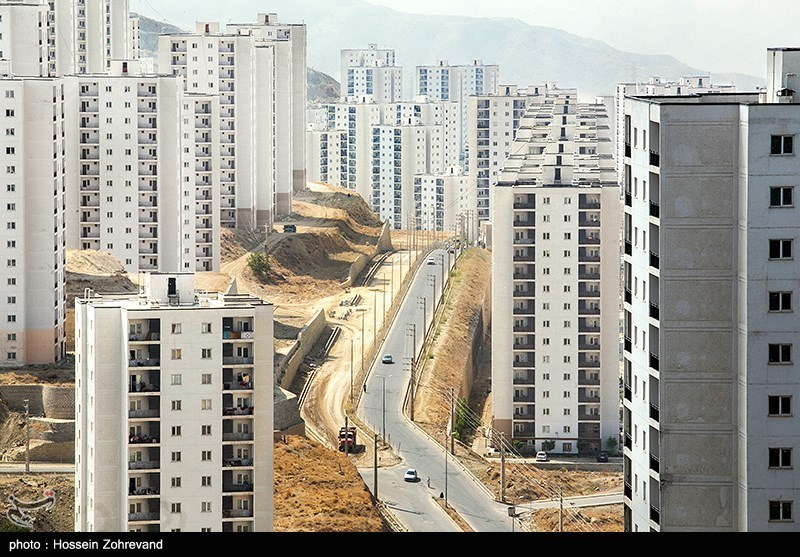
یک مجتمع مسکن مهر در پردیس، استان تهران

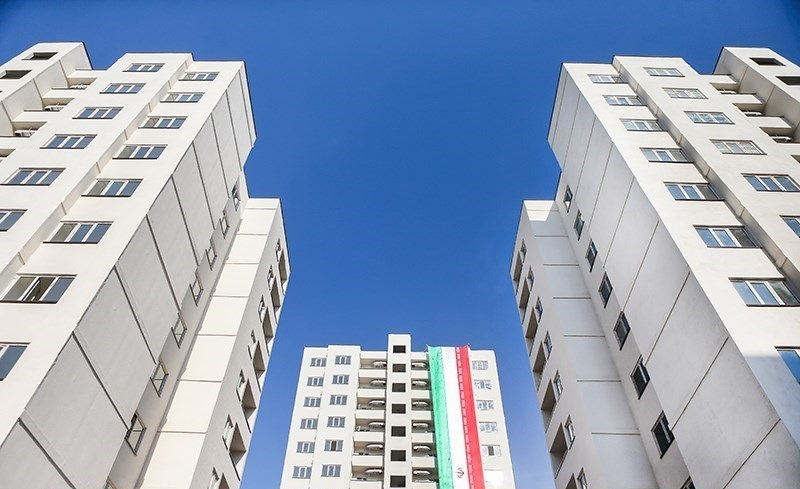
چند واحد مسکن مهر در پردیس

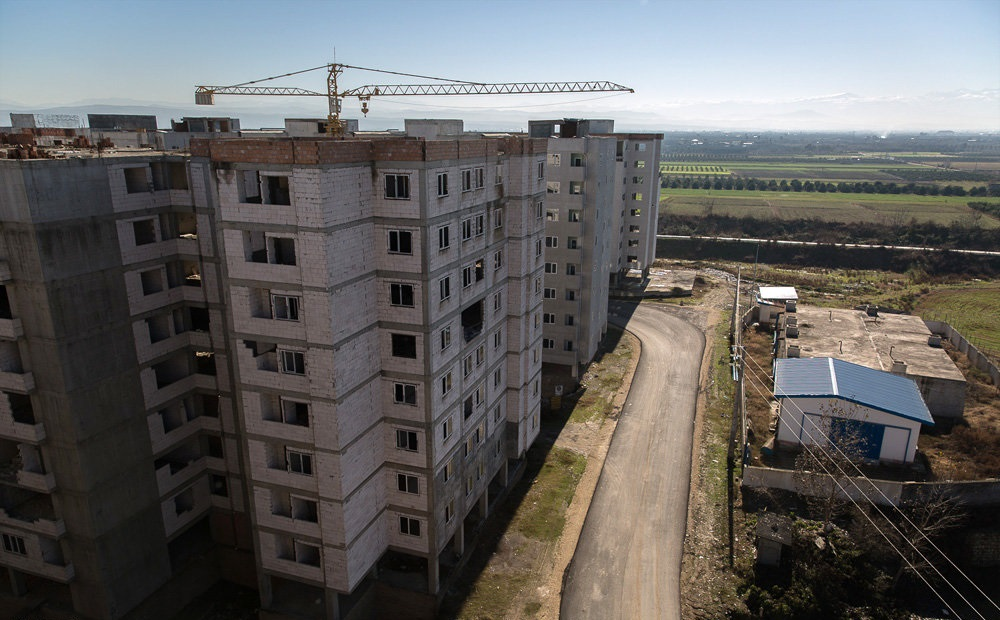
یک مسکن مهر در حال ساخت

طرح مسکن مهر یکی از پروژه‌های کلیدی و گسترده در حوزه مسکن ایران است که در دوره ریاست‌جمهوری محمود احمدی‌نژاد طراحی و اجرا شد و تا سال ۱۴۰۲ در ۳۰ استان کشور به مرحله بهره‌برداری رسید. این طرح با هدف توسعه زیرساخت‌های مسکونی و ایجاد فرصت‌های سکونت مناسب برای آحاد جامعه تدوین شد و با ارائه زمین‌هایی با شرایط ویژه و هزینه‌های مشخص، شرایط را برای ساخت مجتمع‌های مسکونی استاندارد و کارآمد فراهم کرد. مسکن مهر به‌عنوان جایگزین یا مکملی برای طرح‌های پیشین مانند باغ‌شهر مطرح شد که به دلیل ملاحظات زیست‌محیطی متوقف شده بود.
این طرح به دلیل پوشش جغرافیایی وسیع و برنامه‌ریزی منسجم، از اهمیت ویژه‌ای برخوردار است و حتی به الگویی برای برخی کشورهای دیگر تبدیل شده است. مجتمع‌های مسکونی مسکن مهر با طراحی کاربردی و مدرن، در مناطقی خوش آب و هوا احداث شده‌اند و پذیرای اقشار مختلف جامعه، از افراد با توان مالی بالا گرفته تا خانواده‌های متوسط و معمولی هستند. این تنوع نشان‌دهنده جذابیت و موفقیت طرح در جلب رضایت گروه‌های گوناگون است. علاوه بر واحدهای مسکونی، این مجتمع‌ها به امکاناتی نظیر مدارس، مساجد، فضاهای سبز و مراکز خدماتی مجهز شده‌اند که زندگی در آن‌ها را به تجربه‌ای جامع و دلپذیر تبدیل کرده است. 
در سال‌های اخیر، ارزش این واحدها به‌تدریج افزایش یافته و استقبال اقشار مختلف مردم از آن‌ها چشمگیر بوده است، به‌طوری که به مرور زمان، افراد بیشتری به سمت سکونت در مسکن مهر سوق پیدا کرده‌اند. همچنین، احداث این مجتمع‌ها باعث شده تا مناطق اطراف آن‌ها نیز مورد توجه و استقبال دیگر افراد جامعه قرار گیرد و گروه‌های بیشتری به سکونت در نزدیکی این مجموعه‌ها تمایل نشان دهند. مسکن مهر نه‌تنها به بهبود ساختار سکونت‌گاهی کشور کمک کرده، بلکه با ارائه فضاهایی باکیفیت و متناسب با نیازهای روز، به‌عنوان یکی از دستاوردهای برجسته در راستای ارتقای سطح زندگی در ایران شناخته می‌شود و جایگاه ویژه‌ای در برنامه‌ریزی شهری و توسعه پایدار یافته است.
تا روز ۲۲ مردادماه سال ۱۳۹۶ تعداد ۱٬۸۳۹٬۸۲۹ واحد مسکن مهر تکمیل و افتتاح شده که حدود ۴۵ درصد از این تعداد در زمان دولت حسن روحانی افتتاح شده‌است. مسکن مهر در شهرهای پردیس، ماهدشت (شهرک پیام) و کرج (شهرک ابریشم) ساخته شده‌است. تعداد ۱٬۵۶۸٬۴۵۲ واحد از کل واحدهای افتتاح شده تحویل خانوارها شده‌است که ۵۶ درصد آن در زمان روحانی به خانواده‌ها تحویل شد. این طرح پس از افزایش شدید بهای مسکن در ایران شروع شد. دولت برای تأمین مالی این طرح از بانک مرکزی قرض کرد، که منجر به رشد نقدینگی و افزایش تورم شد به‌طوری‌که نیمی از کل پول‌های چاپ شده در تاریخ ایران صرف ساختن مسکن مهر شد. خانه‌های ساخته شده در این طرح عموماً در حاشیهٔ شهرها بودند و فکری برای زیرساخت و امکانات گوناگون نظیر آب و برق و گاز، تلفن آن‌ها و ایجاد امکانات خدمات رفاهی از جمله سرانه فرهنگی، بهداشتی و درمانی نشده بود. این موضوع به تأیید مرکز پژوهش‌های مجلس رسید.برخی از متخصصان حوزه مسکن و منتقدان این طرح، طرح مسکن‌مهر را یک سیاست عجولانه در حوزه مسکن برشمرده و یک برنامه پوپولیستی و بدون مطالعه کافی قلمداد کردند.
در دولت ابراهیم رئیسی این طرح تحت عنوان نهضت ملی مسکن مجدد از سر گرفته شد. این درحالی است که هم‌اکنون چندین تعاونی مسکن مهر با مشکلات بسیاری در گیر می‌باشند

## طرح مسکن مهر

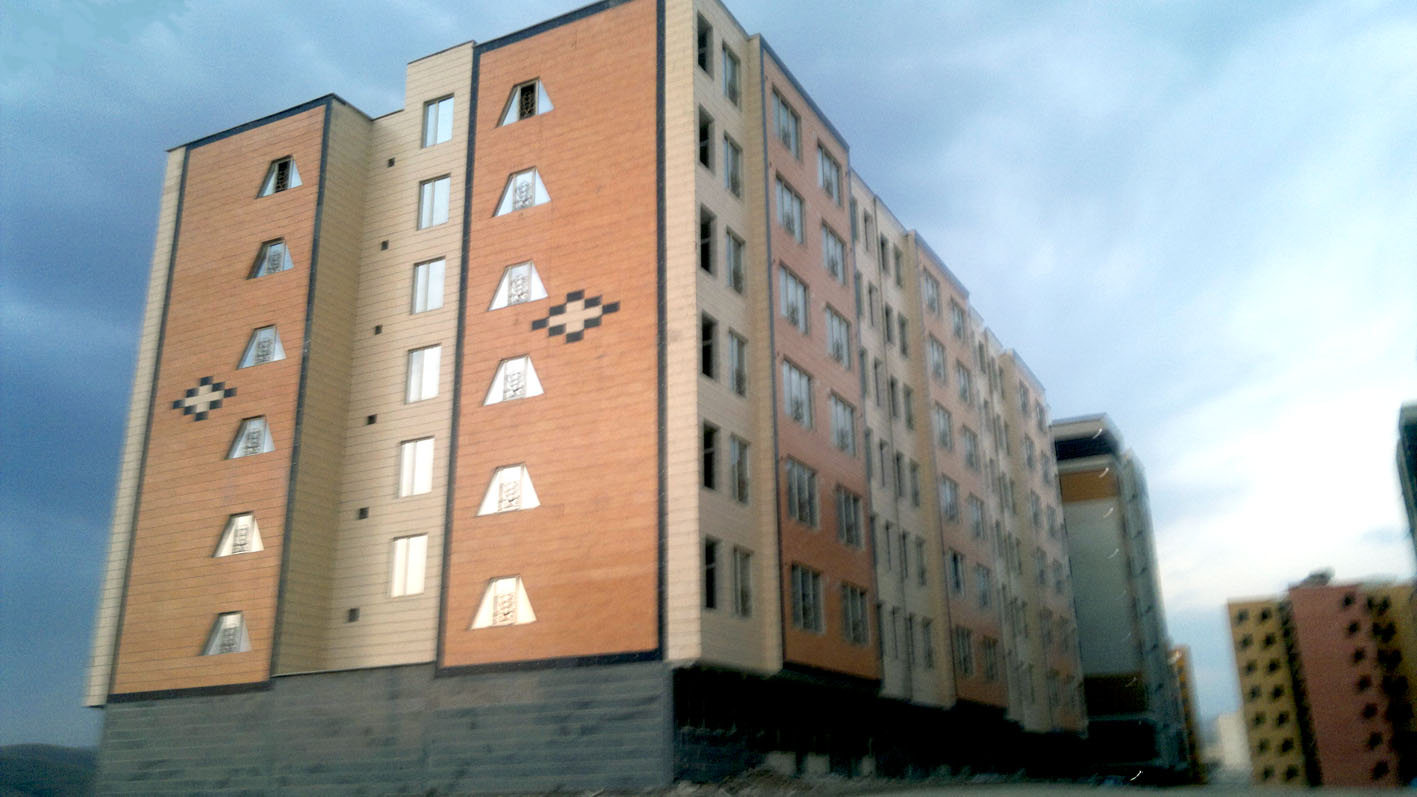
ساختمان‌های مسکن مهر در بروجرد

محمد سعیدی‌کیا وزیر مسکن و شهرسازی مسکن مهر را به عنوان طرح اصلی دولت نهم در تأمین نیاز مسکن مردم عنوان کرد که سالانه تعداد یک میلیون و پانصد هزار واحد مسکونی یا زمین در سطح کشور واگذار شود. علی نیکزاد خرداد ۱۳۹۲ گفت از آغاز کار این دولت ساخت ۴ میلیون و ۴۰۰هزار واحد مسکن مهر شروع شده که نیمی از آن در روستاها بوده و ۱ میلیون و ۵۰۰ هزار واحد تا خرداد ۹۲ تحویل داده شده و مابقی باید تا پایان دولت دهم تحویل داده شوند. اما در شهرها حدود ۱٬۲۰۰٬۰۰۰ واحد تا زمان درج گزارش تکمیل شده و بقیه در دست ساخت است که تحویل آن تا دولت یازدهم به طول می‌انجامد.
در مجموع برای ساخت یک میلیون و ۷۷۶ هزار و ۶۹۵ واحد مسکن معادل ۳۹ هزار و ۶۶۷ میلیارد و ۳۳۰ میلیون تومان تسهیلات از طرف بانک مسکن پرداخت شده‌است.
به اعتقاد مهدی زندیه وکیلی رئیس وقت سازمان مسکن و شهرسازی استان مرکزی و چندی دیگر از مسئولان کشور طرح مسکن مهر در ایجاد اشتغال نقش مؤثری داشته‌است.

## انواع مسکن‌های مهر از نظر سازنده
پس از شروع ساخت مسکن مهر سه گونه مشخص از نظر سازنده در این طرح اجرا شده:
1. ساخت توسط دولت
2. ساخت توسط تعاونی‌ها
3. ساخت توسط افراد (شخصی‌سازی)

### مسکن مهر دولت ساخت
در فاز اولیه ساخت مسکن مهر دولت به‌صورت مشخص خود سازنده مسکن مهر بوده و با انتخاب پیمانکاران و نظارت‌های رایج ساخت و ساز در نحوه اجرای کار نظارت می‌کرد.

### مسکن مهر تعاونی ساز
پس از مدتی دولت سیستم یکپارچه اجرا و نظارت خود را به بخش خصوصی منتقل ساخت و با قراردادن زمین‌های محدوده مسکن مهر به تعاونی‌ها صرفاً خدمات خود را به ارایه نقشه و نظارت تقلیل داد.

### مسکن مهر شخصی‌ساز
در این طرح مسکن مهر به افراد متقاضی ساخت واگذار شده تا با سرمایه بخش خصوصی نسبت به ساخت مسکن مهر اقدام نمایند در این طرح نیز ارایه نقشه و نظارت از کارهای دولت محسوب می‌شد. در این نوع طرح زمین به عنوان آورده دولت در این مشارکت با قیمت متناسب منطقه محاسبه و در ارزیابی‌ها منظور می‌شود.

## انتقادها و حاشیه‌ها
این طرح با مشکلات عمده‌ای همچون توقف پرداخت وام توسط بانک‌های دولتی برای بیش از ۱۸ ماه مواجه شد.
برخی کارشناسان معتقد بودند که ساخت و ساز مسکن مشکل‌تر از آن است که از تعداد شرکت تعاونی و مردم عادی براید. دولت در سال ۱۳۸۹ طرح مسکن زوجهای جوان را ارائه کرد.
طرح مسکن مهر در ابتدا در قالب بند د تبصره ۶ قانون بودجه سال ۱۳۸۶ آغاز شد و سپس بر مبنای قانون ساماندهی و حمایت از تولید و عرضه مسکن، به صورت پیوسته در دستور کار قرار گرفت. البته ذکر این نکته نیز ضروری است که این طرح که در حقیقت شامل اجاره بلند مدت زمین جهت احداث مسکن است، در طرح جامع مسکن نیز پیشنهاد شده بود. اما حجم پیشنهاد شده در آن طرح بسیار کمتر بود که دولت نهم آن را از ۲۰ هزار واحد در سال به ۵/۱ میلیون واحد در سال افزایش داد.
مبنای اصلی مسکن مهر بر این امر مبتنی است که ارزش زمین، بخش قابل توجهی از هزینه تمام شده مسکن را به خود اختصاص می‌دهد. این سهم در کل کشور در دوره ۳۵ ساله برابر ۴۰ درصد و در دهه اخیر برابر ۴۵ درصد بوده‌است. همچنین در استان تهران این سهم به حدود ۶۰ درصد بالغ می‌شود؛ بنابراین با حذف یا کاهش ارزش زمین از هزینه تمام شده مسکن، می‌توان تا حدود زیادی هزینه مسکن را کاهش داد؛ بنابراین طرح مسکن مهر بر اجاره بلند مدت زمین جهت احداث مسکن مبتنی است.
اما نکاتی که در این میان در نظر گرفته نشده‌است آن است که ارزش زمین در شهرهای مختلف دارای اختلافاتی فاحش است. به عبارت دیگر ارزش زمین در کلان‌شهرها رقم بسیار بالایی است و به همین دلیل مسکن مهر در کلان‌شهرها (در حقیقت شهرهای جدید مجاور کلان‌شهرها) جوابگو خواهد بود و البته این امر خود موجب افزایش تمایل به مهاجرت به این شهرها خواهد شد.
این پروژه البته مشکلات جدی دیگری نیز در عرصه اقتصاد ملی، مدیریت شهری، برنامه‌ریزی توسعه شهری و … ایجاد نموده‌است که در مقالات متعددی مورد بحث واقع شده‌است. اما متأسفانه دولت و به ویژه وزیر مسکن و شهرسازی دولت دهم، بارها در جلسات غیررسمی اعلام نموده‌است که معتقد است «با اجرای پروژه مسکن مهر می‌توان اشتباه بودن تئوری‌های اقتصادی را اثبات نمود.»
بعد از آنکه در نیمه دوم سال ۹۵ توقف ساخت مسکن مهر جدید در مجلس تصویب شد، چندی بعد ۱۰ میلیون تومان سقف تسهیلات آن افزایش پیدا کرد و پس از آن سایت مسکن مهر از دسترس خارج شد و متقاضیان قادر به استفاده از این سایت نیستند.
احمد اصغری مهرآبادی مجری ویژه پروژه مسکن مهر با اعلام آخرین وضعیت پیشرفت فیزیکی واحدهای مسکن مهر در اردیبهشت ۱۳۹۶، از معطلی ۴۰۲ هزار واحد مسکن مهر آماده به دلیل عدم برخورداری از خدمات زیربنایی (آب، برق و…)، کم‌کاری برخی تعاونی‌های مسکن، مسیر دشوار و کند تأمین خدمات روبنایی (مدرسه، مسجد و…)، وجود واحدهای فاقد متقاضی و همچنین بازبودن پرونده ۳۶ هزار واحد مسکن مهر در دادگاه‌ها به‌عنوان مهم‌ترین مشکلات این پروژه یاد کرد و افزود: برخی از این مشکلات از همان ابتدای شروع پروژه مسکن مهر مشخص بود.
به گفته وی هم‌اکنون از مجموع کل ۲ میلیون و۳۰۰ هزار واحد مسکن مهر، تعداد واحدهای بدون مشکل و دارای متقاضی، به ۲ میلیون و ۶۲ هزار واحد رسیده‌است که پیشرفت فیزیکی طرح مسکن مهر در این واحدها معادل ۳/ ۹۶ درصد است. این در حالی است که پیشرفت فیزیکی مسکن مهر با احتساب واحدهای تحویل شده به متقاضیان مسکن مهر از مجموع ۲ میلیون و ۳۰۰ هزار واحد مسکن مهر هم‌اکنون ۶۷ درصد است. مهرآبادی افزود: دولت در اواخر سال گذشته موفق شد ۸۰۰ میلیارد تومان اسناد خزانه برای تکمیل آب و برق واحدهای مسکن‌مهر در اختیار وزارت نیرو قرار دهد و ۲۰۰ میلیارد تومان نیز برای آماده‌سازی این واحدها به وزارت راه و شهرسازی پرداخت شد.
مهرآبادی با بیان اینکه قیمت تمام شده مسکن مهر در هر نقطه از کشور و در هر پروژه مختلف متفاوت است، خاطرنشان کرد: میانگین هر متر مربع واحد مسکن مهر بین۴۲۰ تا ۴۵۰ هزار تومان است؛ البته این قیمت در برخی از پروژه‌ها به مترمربعی۷۰۰ هزار تومان می‌رسد و در برخی دیگر از پروژه‌ها تا ۲۹۰ هزار تومان در هر مترمربع به‌عنوان قیمت تمام شده ساخت و ساز کاهش می‌یابد.

## زلزله و ایمنی

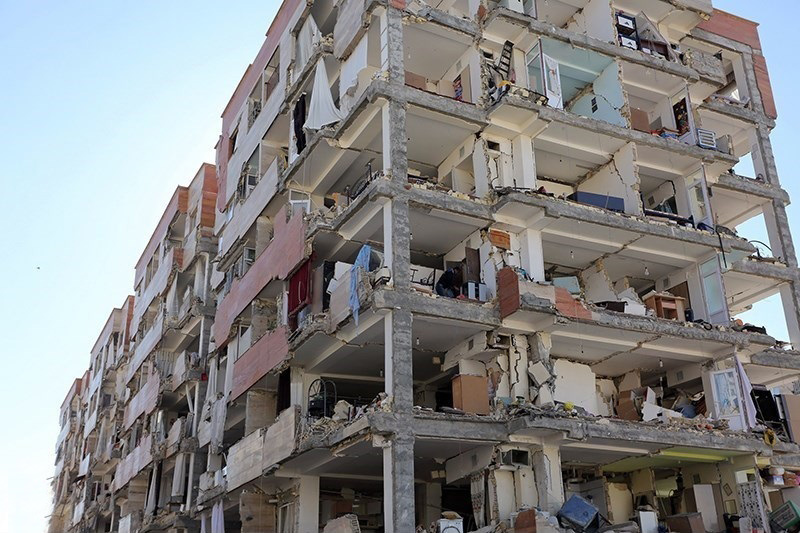
ساختمان‌های مسکن آسیب دیده در زمین‌لرزه کرمانشاه در سرپل ذهاب

ایمنی پایین مسکن مهر ساخته‌شده در ایران پس از زمین‌لرزه ۱۳۹۶ کرمانشاه بیشتر مطرح شد.

### زمین لرزه کرمانشاه و مسکن مهر
به دنبال زلزله در کرمانشاه و اعلان آمار تلفات، مسوولان علت افزایش کشته شدگان در برخی از مناطق را به علت ساخت ناایمن در مسکن مهر دانستند. اگرچه در خصوص میزان کشته شدگان در زلزله کرمانشاه تناقضاتی وجود داشت. خبرگزاری ایرنا دو روز پس از وقوع زلزله آمار کل کشته‌های زلزله را ۵۳۰ نفر اعلام کرد.
حسن روحانی در بازدید مستقیم از کرمانشاه گفت:
وقتی به سرپل ذهاب رفتیم دیدیم که چگونه خانه‌های مردم که در کنار خانه‌های مسکن مهر بود حتی شیشه‌هایش هم نشکسته بود اما خانه‌های مسکن مهر تخریب شده بودند. البته برخی می‌گویند علت این بوده که آن خانه‌ها روی گسل قرار داشتند در حالی که گسل نقطه‌ای نیست بلکه یک مسیر است و اگر آن خانه‌هایی که مربوط به مسکن مهر بوده روی گسل قرار داشته خانه‌های مجاورش هم روی همان گسل قرار داشتند.
محمود احمدی‌نژاد رئیس‌جمهور دولت‌های نهم و دهم پس از این ادعاها می‌گوید: «بعضی از مسکن مهر، خودمالکی بوده، بعضی را دولت مستقیماً پشتیبانی کرده، بعضی نظارتش با دولت بوده، بعضی نبوده‌است … این کارها که تبلیغ است ارزش پاسخ دادن ندارد»
پیش از آن مسعود شریفی، مدیر کل استانی راه و شهرسازی کرمانشاه گفته بود:
ما در سر پل ذهاب دو پروژه ۵۰۰ واحدی و ۲۵۰ واحدی مسکن مهر داریم که پروژه اول با توجه به قرار گرفتن آن بر روی گسل آسیب جدی دیده‌است و این موضوع به دلیل پایین بودن کیفیت ساخت مسکن مهر نبوده بلکه تمام ساختمان‌ها و سازه‌های آن منطقه حتی اداره راه و شهرسازی این شهرستان که ساختمانی یک طبقه است آسیب دیده‌اند.
روزنامه دنیای اقتصاد در پاسخ آورده‌است: به فرض که این ادعای گسل صحیح باشد چرا بدون کارشناسی این تعداد انبوه از مسکن مهر را روی گسل ساخته‌اند که فقط پس از ۲ سال ساخت فرو بریزد؟
اما علی بیت‌اللهی دبیر کارگروه ملی زلزله مرکز تحقیقات راه، مسکن و شهرسازی گفت:
واحدهای مسکن مهر کرمانشاه بر روی گسل قرار نداشته و علت تخریب جدی، پایین بودن مقاومت این ساختمان است. در زلزله اخیر بجنورد هم شاهد تخریب جدی واحدهای مسکن مهر بودیم و زلزله کرمانشاه هم نشان داد که مسکن مهر این منطقه هم در برابر زلزله مقاوم نیست. در مناطق زلزله زده شاهد این هستیم که در کنار بناهای خشت و گلی با تخریب کم، واحدهای مسکن مهر که دو سال هم از ساخت آن‌ها نمی‌گذرد به صورت جدی تخریب شده‌اند و این یک فاجعه است. قطعاً علت تخریب جدی ساختمان‌های مسکن مهر استفاده از مصالح ساختمانی غیر استاندارد، شتابزدگی در ساخت، جانمایی و طراحی نادرست است.
دو روز پس از رخ دادن زلزله سرویس اقتصادی خبرگزاری مجلس شورای اسلامی نیز با انتشار تصاویر خودش به موضوع بی‌کیفیت بودن و رعایت نشدن استانداردها در مسکن مهر که با نخستین زلزله فرو ریخت اشاره کرد. همان‌طور که حسن روحانی اشاره کرده بود تفاوت تخریب گسترده مسکن مهر در مقایسه با آپارتمان‌های ساده مجاور خودش در خبرگزاری‌ها نیز منعکس شد. اما از نکات شگفت‌آور برای کارشناسان در حال بررسی مسکن مهر این منطقه آن بود که کیفیت بتن استفاده شده آنقدر پایین بوده که با دست مانند «کاه‌گل» (همان‌طور که در ویدئو منتشر شده نشان داده و به کاه‌گل اشاره شده‌است) خرد می‌شود. برخی مردم مشکل را مربوط به مصالح ارزان دانستند اما مشکلات این نوع مسکن در ایران به‌صورت کلی طراحی و نظارت بر ساخت نیز می‌باشد؛ برای نمونه در یکی از تصاویر منتشرشده از مسکن مهر پس از زلزله مشخص شد کارگران آجرها را به‌صورت غیراصولی فقط ریخته و سیمان کرده‌اند.
حسن قربانخانی، رئیس سازمان نظام مهندسی ایران، در اظهارنظری اعلام کرد که «سازمان نظام مهندسی هیچ نظارتی در ساخت واحدهای مسکن مهر نداشته و هیچ مهندس ناظری هم از سوی این سازمان برای واحدهای مسکن مهر معرفی نشده‌اند».
۷۰ درصد کشته‌شدگان از سرپل ذهاب گزارش شده‌است و گزارش‌های تصویری خبرگزاری‌های مختلف از ایسنا، ایرنا، وبگاه جماران تا خبرگزاری انتخاب حاکی از آن است که ساخت این ساختمان‌ها غیراصولی بوده و در سرپل ذهاب آسیب‌های زیادی خورده‌است همچون فروریختن بسیاری از دیوارها و سقف‌ها و حتی فروریختن کامل یکی یا تعدادی از ساختمان‌ها. وبگاه جماران از فروریختن کامل یکی از ساختمان‌ها نیز خبر داد.
اما در بین برخی خبرگزاری‌ها همچون مشرق نیوز، روزنامه کیهان با اصرار بر گفته‌های مسئولان استانی و حتی فرونریختن اسکلت ساختمان سعی کردند که موضوع آسیب‌های مسکن مهر سر پل ذهاب را توجیه کرده و خبرگزاری‌های دیگر را به بازی سیاسی متهم کنند.
اسحاق جهانگیری روز دوشنبه، ۲۲ آبان، اعلام کرد که «بیشتر خانه‌های تخریب شده در زلزله متعلق به ساختمان‌های مسکن مهر است». معاون استاندار کرمانشاه از کشته شدن ۲ نفر از ساکنان خانه‌های «مسکن مهر دولتی» و ۱۰۰ نفر از ساکنان خانه‌های «مسکن مهر خودمالک» سرپل ذهاب خبر داد. وی در تشریح عناوین «مسکن مهر دولتی» و «مسکن مهر خودمالک» گفت: «در مسکن مهر دولتی، زمین دولتی بود و سازه تحت نظر دولت ساخته شد و مسکن مهر خودمالکی نیز در این شهر وجود دارد که مردم ساخته‌اند ولی تحت عنوان مسکن مهر وام گرفته‌است که در مجتمع‌های دولتی سازه بر اثر زلزله تخریب نشده‌است ولی در خودمالک‌ها چهار طبقه فروریخته‌اند.» وحید حقانیان در سفر به مناطق زلزله‌زده این‌گونه بیان کرد که «۲۷ نفر از سازمان نظام مهندسی زنجان آمدند، دیدند و گفتند سازه‌ها مشکلی ندارد» و افزود که «خدا لعنت کند معاون اول رئیس‌جمهور، آقای جهانگیری را که اولین تخم لق سیاسی را گذاشت و در جلسه اقتصاد مقاومتی اعلام کرد» که خانه‌های مسکن مهر در زلزله تخریب شده‌است. حسن روحانی، سالم ماندن منازل مسکونی خودساخته از سوی مردم در سرپل ذهاب و فروریختن ساختمان‌های ساخت دولت در این منطقه که بیمارستان سرپل‌ذهاب نیز از آن جمله می‌باشد را نشانه «فساد» دانست. او در اینباره گفت: «اینکه خانه ساخته خود مردم در منطقه سرپل ذهاب سالم مانده و در مقابل یک ساختمان دولتی فرو ریخته، نشان‌دهنده وقوع فساد در این زمینه است.». او در ادامه افزود که «مشخص است که در بخش پیمانکاری ساخت‌وساز فساد وجود داشته‌است.» حسن قربانخانی، رئیس سازمان نظام مهندسی ایران، اعلام کرد که «سازمان نظام مهندسی هیچ نظارتی در ساخت واحدهای مسکن مهر نداشته و هیچ مهندس ناظری هم از سوی این سازمان برای واحدهای مسکن مهر معرفی نشده‌اند».رادیو زمانه با اشاره به تخریب شدن بیمارستان این منطقه و استفاده از عبارت «بورژوازی» نوشت که علی‌رغم اشکالات جدی طرح مسکن مهر، حملات دولت به آن در حقیقت حمله به ایده مسکن اجتماعی و گریز از مسئولیت دولت در قبال سامان دادن به مسکن در برابر سوداگری سودجویان و بساز و بفروش‌ها در این عرصه است.

### حاشیه‌ها دربارهٔ تعداد کشته‌ها
اما دربارهٔ تعداد کشته‌ها کیهان با نقل نظر یک مقام محلی که قربانیان مسکن مهر را تنها ۲ نفر ذکر کرده بود و سخن منسوب به اسحاق جهان‌گیری دربارهٔ کشته‌های بالا مسکن مهر را رد کرد. اما علی نیکزاد، وزیر مسکن دولت احمدی‌نژاد طی یک نامه سرگشاده، ضمن انتقاد از اظهارنظر جهانگیری از او درخواست کرد که به جای پاس دادن همه مشکلات به دولت گذشته از عملکرد خودش بگوید. او همچنین نوشت بازسازی ۳۷۰۰ مسکن روستایی و ساخت ۸۸۸۴۰ مسکن روستایی و شهری در دولت نهم و دهم باعث کاهش قابل توجه تلفات شده‌است. بعداً وحید حقانیان، معاون اجرایی بیت رهبری با انتقاد شدید از جهانگیری و متهم کردن او به سیاسی‌کاری گفت که در بازدید کارشناسی ۲۷ نفر از سازمان نظام مهندسی زنجان، سازه‌ها سالم و استاندارد بوده و تخریب دیوارها ناشی از شدت زلزله بوده‌است معاون استاندار کرمانشاه بعداً در مصاحبه با خبرگزاری تسنیم گفت که مسکن مهر غیردولتی که به وسیله خود مردم ساخته شده بوده ۱۰۰ نفر تلفات داشته‌است در حالی مسکن مهر دولت-ساز تنها ۲ نفر تلفات داشته‌است.

### مسکن مهر خصولتی احمدی‌نژاد و روحانی
مجید نیک نژاد، نایب رئیس انجمن انبوه‌سازان کرمانشاه ۲۶ آبان گفت که بخش بزرگی از مسکن مهر کرمانشاه به تعاونی‌های خصولتی واگذار شد. از طرفی به گزارش ایلنا در سال ۱۳۹۵ سهم دولت روحانی از تحویل مسکن مهری که پایه‌های آن در دولت‌های قبل ریخته شده ۷۰ درصد است (تحویل شتاب‌زده) و مطابق «گزارش اخیر کمیسیون اصل ۹۰ مجلس» که سازمان بازرسی کل کشور بررسی کرده بود، خانه از بنیان خراب بوده‌است:
واگذاری اراضی نامناسب برای احداث مسکن مهر، ضعف خدمات زیربنایی و روبنایی لازم از جمله آب، فاضلاب، بیمارستان، مدرسه و فضای سبز، ضعف فنی و اجرایی در عملکرد پیمانکاران و مجریان طرح مسکن مهر و گاهی پایین بودن کیفیت ساخت و سازها، نداشتن متقاضی برای تعداد ۶۶ هزار و ۸۵۲ واحد از پروژه‌های مسکن مهر، عدم نصب انشعابات آب برق، گاز و فاضلاب از جمله ایرادات در اجرای این طرح بوده‌است.

### زمین‌لرزه بجنورد و خسارات مسکن مهر
ساخت مسکن مهر بجنورد هم‌زمان با خراسان شمالی سال ۱۳۸۸ در دوران دولت نهم و دهم آغاز شده بود، که تا سال ۱۳۹۱ در دولت دهم بالغ بر ۲۵ هزار و ۹۰۳ واحد به مرحله بهره‌برداری رسیده بودند، و ۶۵۰۰ واحد از آن تا فروردین ۱۳۹۱ افتتاح شدند. زمین‌لرزه ۵٫۷ ریشتری در عمق ۸ کیلومتری، اردیبهشت ۱۳۹۶ خسارات جدی به این ساختمان‌ها در بجنورد وارد کرد از جمله شکاف خوردن دیوارها در سراسر مجتمع و به دلیل خطر ریزش آوار منجر به تخلیه گلستان‌شهر و نگرانی از دوباره مستقر شدن شد. دوباره شهریور و مهر ۱۳۹۶ تقریباً یک تا دو ماه پیش از زمین‌لرزه ازگله کرمانشاه زمین‌لرزه‌هایی با قدرت ۲٫۲ و ۱٫۷ و ۱٫۹ و ۱٫۵ در ۴ نوبت متفاوت (از ۱۹ شهریور تا ۲۳ مهر) در بجنورد را مرکز لرزه‌نگاری کشور دانشگاه تهران ثبت کرد، و سه‌شنبه ۲۵ مهر نهایتاً زلزله ۴٫۷ ریشتری مردم را از نگرانی به خیابان‌ها آورد. روزنامه دنیای اقتصاد در ۲۵ مهر ۱۳۹۶ نوشت:
گفتنی است، تعداد بسیاری از واحدهای مسکونی گلستان شهر بجنورد در پی زلزله ۵٫۷ ریشتری اردیبهشت‌ماه امسال خسارت زیادی را دید که به علت سردی هوا مردم در منازل آسیب دیده زندگی می‌کنند.